# Ashikaga Yoshitane

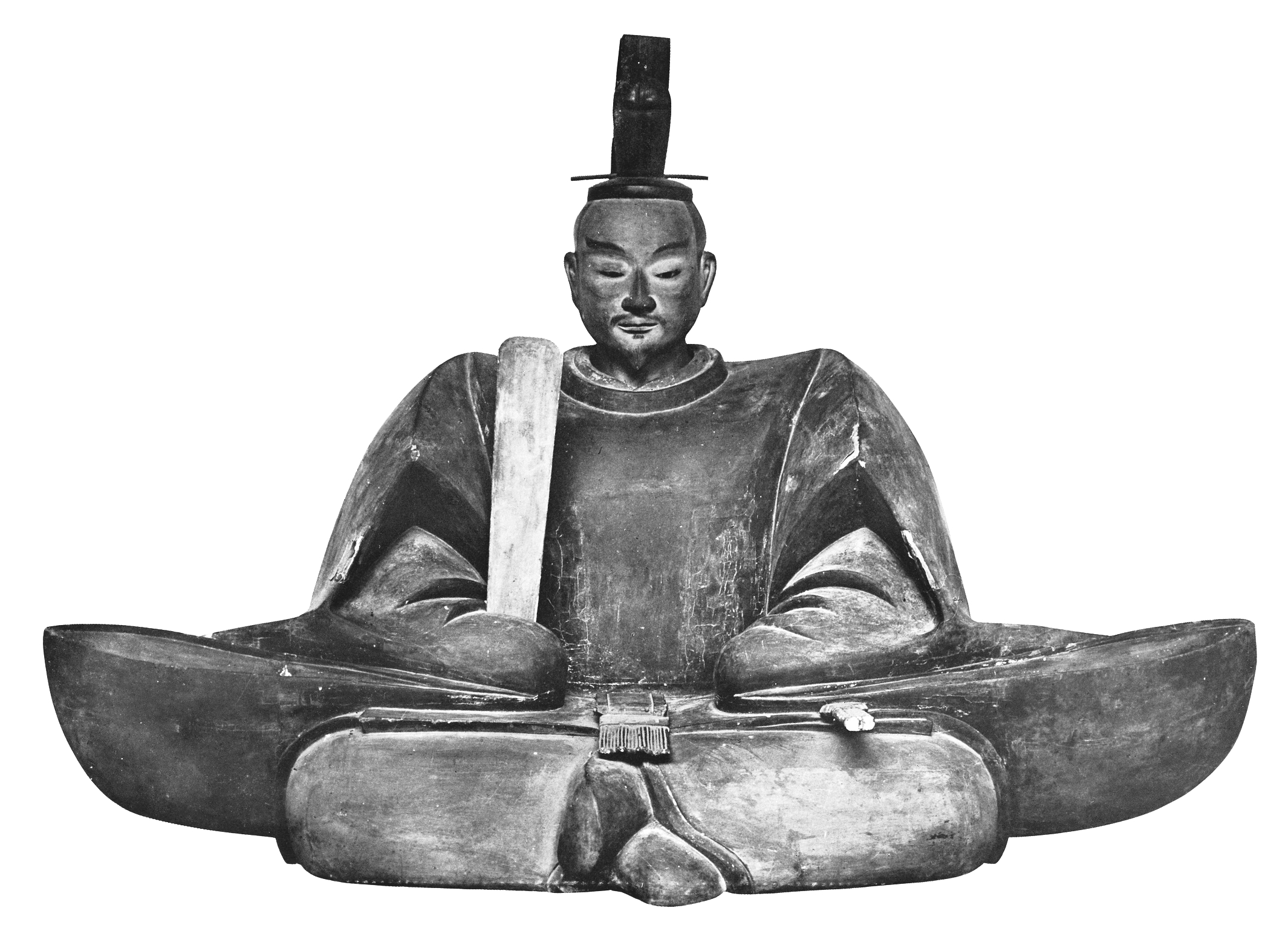
Ashikaga Yoshitane.

Ashikaga Yoshitane (9 de septiembre de 1466 - 23 de mayo de 1523) fue el décimo shōgun del shogunato Ashikaga y gobernó por dos períodos entre 1490 y 1493, y después entre 1508 y 1521 en Japón. Fue el hijo de Ashikaga Yoshimi y nieto del sexto shogun Ashikaga Yoshinori.
Su nombre en japonés se escribe 足利 義稙.
Cuando el noveno shogun Ashikaga Yoshihisa murió en 1489 por enfermedad y sin dejar heredero, fue asignado Yoshitane como shogun al año siguiente, no obstante en 1493 Hosokawa Masamoto lo forzó a abdicar y fue reemplazado por Ashikaga Yoshizumi.
En 1508, después de la batalla de Funaokayama, Yoshitane recupera el título de shogun pero después en 1521 Hosokawa Takakuni obligó a Yoshitane a exiliarse en la isla Awaji, y sería reemplazado por Ashikaga Yoshiharu.
| Predecesor: Ashikaga Yoshihisa | Shogun Ashikaga 1490 - 1493 | Sucesor: Ashikaga Yoshizumi |
| Predecesor: Ashikaga Yoshizumi | Shogun Ashikaga 1508 - 1521 | Sucesor: Ashikaga Yoshiharu |

- Datos: Q708527
- Multimedia: Ashikaga Yoshitane / Q708527